# Pacorus II
Pacorus II của Parthia tiếng Ba Tư: پاکور دوم) cai trị Đế chế Parthia từ khoảng năm 78-105. 

## Dòng dõi
Pacorus II là một người con trai của Vonones II với một người vợ lẽ gốc Hy Lạp, do đó ông là người mang hai dòng máu Iran và Hy Lạp. Pacorus II được sinh ra và nuôi dạy trong thời kỳ cha ông làm vua ở Atropatene. Ông được đặt tên theo tên của Pacorus I (mất năm 38 TCN).

## Cai trị ở Atropatene
Khi cha của Pacorus II qua đời vào năm 51, người anh trai của ông Vologases I đã kế vị cha của họ làm vua đế quốc Parthia. Vologases I ban vương quốc Atropatene cho Pacorus II, ông đã trị vì nó từ năm 51 tới năm 78. Có ít thông tin về triều đại của ông ngoại trừ sự kiện diễn ra vào năm 72, một nhóm người Alans đã xâm lược vương quốc của ông và buộc ông bỏ chạy đến vùng núi. Người Alans sau khi giành được rất nhiều chiến lợi phẩm từ việc cướp bóc Atropatene và các quốc gia xung quanh chẳng hạn như Armenia, đã nhanh chóng rút về khu vực thảo nguyên của họ ở Bắc Caucasus. Pacorus ngay sau đó đã quay trở về Atropatene.
Sau khi Vologases I qua đời, Pacorus II đã nổi loạn chống lại người cháu họ Vologases II (khoảng năm 78–80) người đã kế vị cha của mình. Sau khi Pacorus II đánh bại Vologases II, ông đã lật đổ ông ta.

## Cai trị ở Ba Tư
Theo Dio Cassius, Pacorus đã bán vương quốc của Osroene cho Abgar VII và theo Ammianus Marcellinus, ông đã mở rộng Ctesiphon và xây dựng các bức tường thành. Ông còn có mối quan hệ thân thiết với vị vua người Dacia Decebalus, và thậm chí vào năm 86, Decebalus đã gửi tặng một món quà là một nô lệ Hy Lạp tên là Callidromos cho ông.
Trong năm 101, Pacorus gửi một sứ thần tới triều đại nhà Hán của Trung Quốc, mà sau đó Parthia được họ ghi chép lại là vương quốc An Tức.
Trên phần lớn các đồng tiền xu của mình, ông luôn luôn tự nhận là "Arsaces Pacorus". Điều này đề cập đến tên riêng của ông, cùng với tên hoàng gia Arsaces, cho thấy vương quốc của ông đã bị tranh chấp bởi các vị vua đối lập. Ba trong số đó chúng ta biết từ tiền xu; ngoài Vologases II, họ bao gồm Artabanus III, trị vì: 80-90 và Vologases III, từ khoảng năm 105.
Pacorus mất vào năm 105, ông được kế vị bởi em trai, Osroes I, ông ta đã đối đầu với vị vua chiếm giữ miền đông của Parthia là Vologases III.

## Hậu duệ
Pacorus II có ba người con trai với một người phụ nữ vô danh: Axidares (Ashkhadar), và Parthamasiris (Partamasir), những người là vua của Armenia, và Meredates, người giữ vai trò là vua của Characene vào giữa thế kỷ thứ 2.